# Nieuwe Molen (Kaapstad)
De Nieuwe Molen in Kaapstad is de oudste en de grootste nog bestaande molen in Zuid-Afrika en is gebouwd in 1782 nabij de Swartrivier. De molen nabij het Alexandra-instituut in de wijk Maitland werd in 1969 door minister Koornhof op de nationale monumentenlijst geplaatst.
De voet van de molen heeft een doorsnede van circa 10 meter. In 1780 is meestermetselaar Johan Gottfried Mocke door de burgerraad C. van der Poel, G.C. E. Maasdorp en G.H. Meyer aangesteld om De Nieuwe Molen te bouwen. Hij werd gebouwd van ingevoerde Hollandse gebakken steentjes die als ballastmateriaal door zeilschepen werden gebruikt. De wieken hadden een vlucht van 23 meter.
Onder het Britse bewind werd besloten om de molen per openbare veiling te verkopen. De molen wisselt enkele keren van eigenaar en komt uiteindelijk in handen van Kassien Claasen Deke, een immigrant uit Oost-Friesland. Rond 1870 worden de wieken van de molen door een storm afgerukt. De schade wordt niet hersteld en de molen raakt in onbruik. De machinerie en het andere houtwerk zijn rond het jaar 1920 verwijderd.
In 1906 werd het Alexandra Instituut geopend nabij de molen en na 1928 staat de molen op het terrein van deze instelling voor gehandicapten. De molen wordt opgeknapt en als kapel gebruikt. In 1996 wordt de molen opnieuw gerenoveerd.
Het Afrikaanse woord voor molen is meul. Desondanks wordt het bouwwerk in officiële stukken ‘De Nieuwe Molen’ genoemd, naar de oorspronkelijke Nederlandse schrijfwijze.